# Sunburn, coup de soleil
Pour plus de détails, voir Fiche technique et Distribution.
Sunburn, coup de soleil est un film américain réalisé par Richard C. Sarafian, sorti en 1979.

## Synopsis
Avec la collaboration d'une séduisante partenaire, un enquêteur d'assurances tente de tirer au clair le dossier épineux d'un probable meurtre déguisé.

## Fiche technique
- Titre français : Sunburn, coup de soleil
- Titre original : Sunburn
- Réalisation : Richard C. Sarafian, assisté de Paul Baxley
- Scénario : James Booth & John Daly
- Musique : John Cameron
- Photographie : Alex Phillips Jr.
- Montage : Geoffrey Foot
- Production : John Daly & Gerald Green
- Sociétés de production : Hemdale, Fawcett-Majors Productions & Tuesday Films
- Société de distribution : Paramount Pictures
- Pays de production :  États-Unis
- Langue : Anglais
- Format : Couleur - Mono - 35 mm - 1.85:1
- Genre : Comédie, aventure
- Durée : 101 minutes
- Dates de sorties : 
  - États-Unis : 10 août 1979
  - France : 1er octobre 1980
  - Royaume-Uni : 30 janvier 1980
- Affiche : Macario Gómez Quibus (Espagne)

## Distribution
- Charles Grodin : Jake Dekker
- Farrah Fawcett : Ellie Morgan
- Art Carney : Marcus
- Robin Clarke : Karl Thoren
- Joan Collins : Nera Ortega
- Alejandro Rey : Alfonso Ortega
- John Hillerman : Milton Webb
- Joan Goodfellow : Joanna Thoren
- Jorge Luke : Vasquez
- William Daniels : Crawford
- Eleanor Parker : Mme Thoren
- Keenan Wynn : Mark Elmes
- Joanna Rush : Mamie
- Seymour Cassel : Dobbs